# Stictoptera ochrifascia
Stictoptera ochrifascia är en fjärilsart som beskrevs av Louis Beethoven Prout 1922. Stictoptera ochrifascia ingår i släktet Stictoptera och familjen nattflyn. Inga underarter finns listade i Catalogue of Life.